# دوائر جونسون

تنص مبرهنة دوائر جونسون على أنه إذا تقاطعت ثلاث دوائر لها نصف قطر متساوي (زرقاء) كما في الشكل، فإن الدائرة الناتجة (حمراء) يكون لها نصف قطر مساوي للدوائر الزرقاء

في الهندسة الرياضية، يطلق اسم دوائر جونسون على ثلاث دوائر ذات نصف قطر متساوي r وتشترك بنقطة تقاطع مشتركة H. 
في هذه الحالة فإنه يوجد أربع نقاط تقاطع، نقطة مشتركة للجميع وثلاث نقاط تشترك فيها كل زوج من الدوائر بشكل عام.

## خصائص
- تقع مراكز دوائر جونسون على محيط دائرة لها نصف قطر مساوي لدوائر جونسون الثلاث، وتشكل هذه المراكز مثلث جونسون.
- الدائرة التي مركز النقطة H ونصف قطرها 2r تكون مماسة لجميع دوائر جونسون.
- تشكل نقاط التماس هذه أيضاً مثلث يشابه مثلث جونسون ويكبره بعامل تحجيم 2.
- مبرهنة دوائر جونسون: نقاط التقاط الثلاث (عدا النقطة H) تقع على محيط دائرة لها نصف قطر مساوي لنصف قطر دوائر جونسون الثلاثة.
- النقطة H هي نقطة تقاطع ارتفاعات مثلث جونسون الثلاثة.

## وصلات خارجية
- إيريك ويستاين، مبرهنة جونسون، ماثوورلد Mathworld (باللغة الإنكليزية).
- إيريك ويستاين، دوائر جونسون، ماثوورلد Mathworld (باللغة الإنكليزية).
- إيريك ويستاين، مثلثات جونسون، ماثوورلد Mathworld (باللغة الإنكليزية).